# Heliport

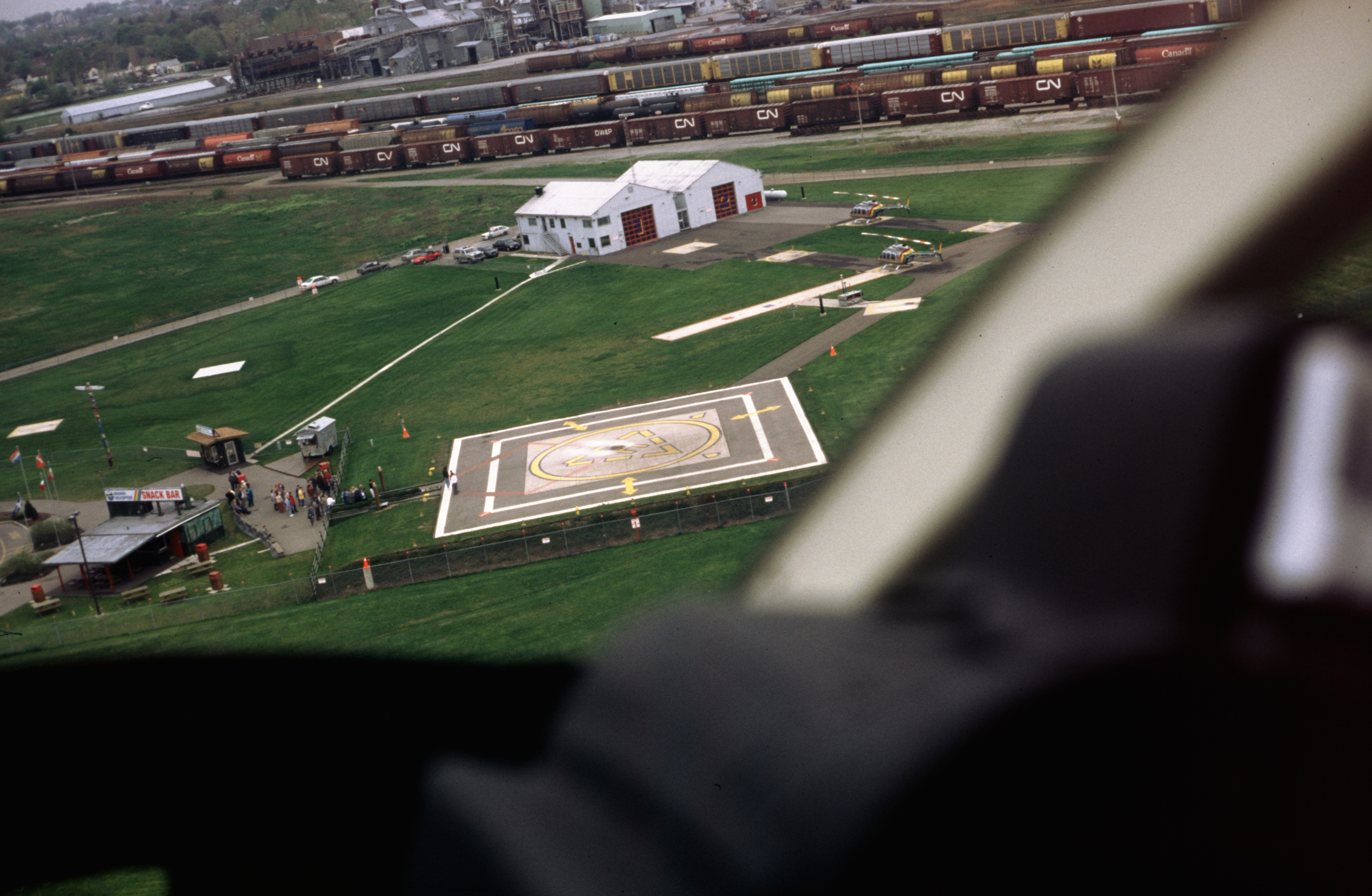
Un heliport în apropiere de Cascada Niagara, Canada

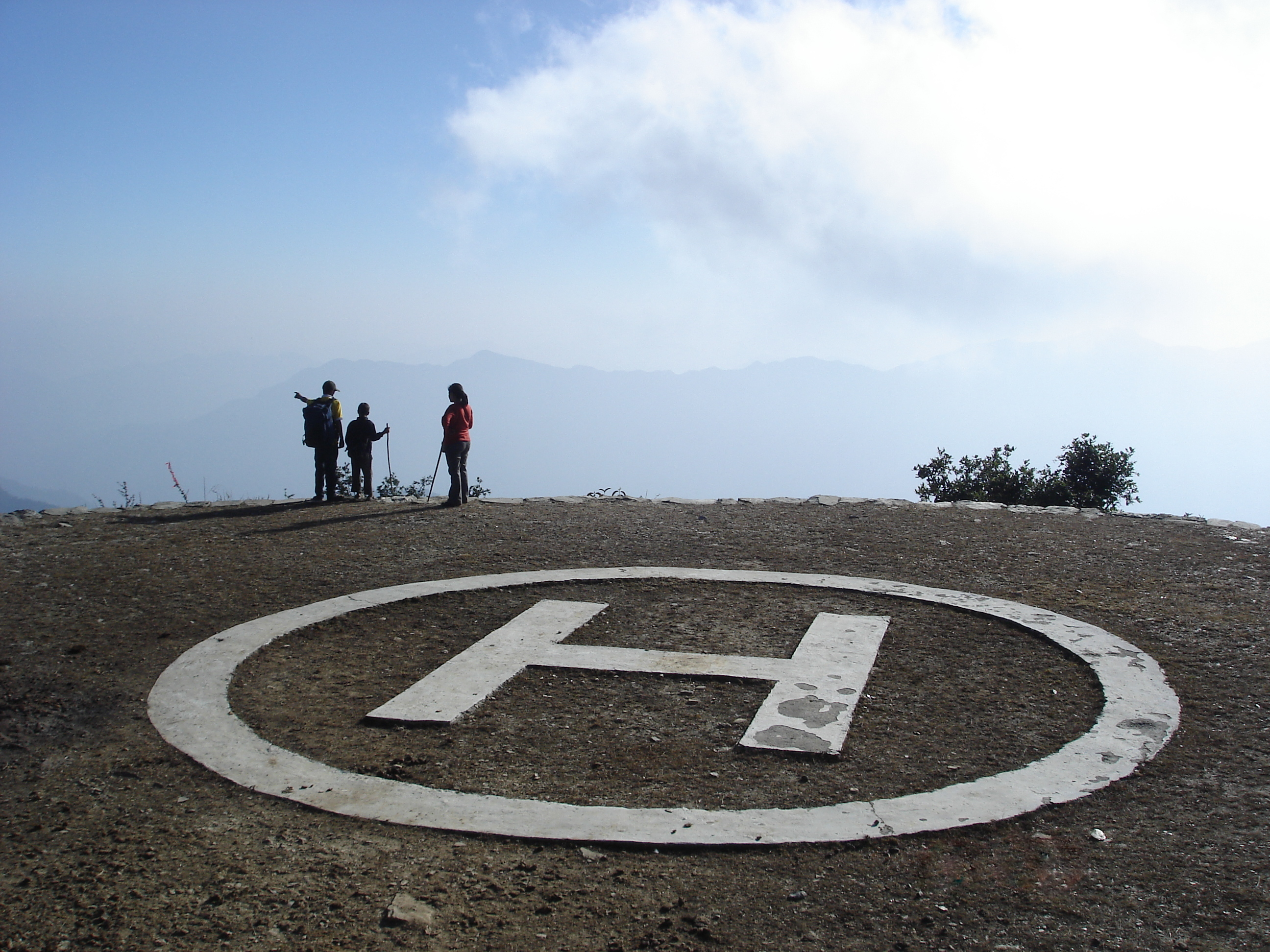
Heliportul din Panchase, Nepal

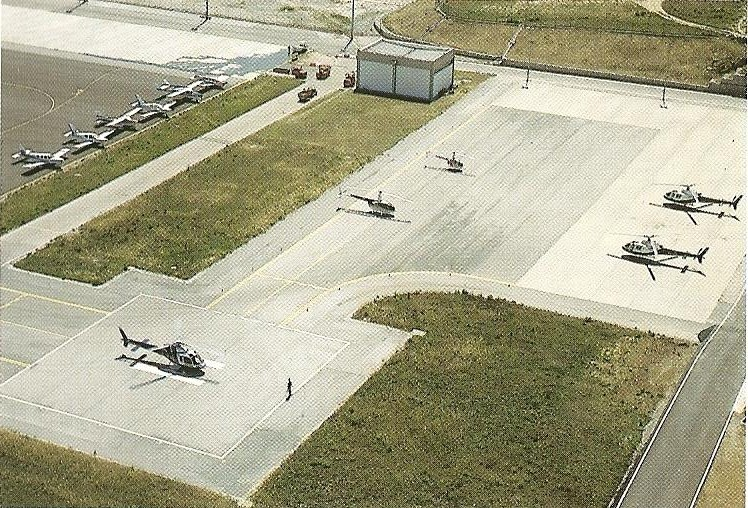
Heliportul din Tires, parohia São Domingos de Rana, Portugalia

Un heliport sau eliport este o zonă proiectată pentru decolarea și aterizarea elicopterelor. Este format dintr-un sau mai multe puncte de aterizare și poate avea clădiri pentru serviciu și întreținere, structuri pentru realimentare, iluminație și niște mâneci de vânt pentru a măsura puterea vântului, iar în heliporturi de dimensiuni mai mari, sunt dispuse garaje de parcare pentru aeronave. Prezența de heliporturi în zone urbane este destul de dificilă din cauza zgomotului cauzat de elicoptere. Eliportul are o suprafață cuprinsă între 500-1000 m2 nefiind necesară înlăturarea clădirilor, copacilor sau a obstacolelor naturale din zonă, datorită decolării-aterizării elicopterelor care se face pe verticală.

## Scopul
Într-o mare metropolă, un heliport poate să fie utilizat de pasageri pentru a se mișca în mod mai rapid în diverse localități sau în regiuni limitrofe. În general, un heliport se află lângă un oraș sau la un aeroport. Avantajul de a călători cu un elicopter este reprezentat de rapiditatea, considerabilă mai mare decât cea obținută prin alte mijloace pentru deplasarea în orașe mari sau cel puțin pe distante medii sau scurte.

## Numerotație
Punctele de parcare pentru elicoptere în mod obișnuit, nu au o numerotație ca pistele de aterizare sau de decolare pentru avioane chiar dacă există cazuri pentru heliporturile de dimensiuni mari în care aceste puncte sunt dreptunghiulare și sunt orientate și numerotate după vânturile predominante. În majoritatea cazurilor punctele de parcare pentru elicoptere sunt marcate cu un cerc cu un H în mijloc dar în unele heliporturi utilizate de spitale sunt marcate cu o cruce și în caz rar sunt marcate cu un cerc sau cu un pătrat care au în mijloc un triunghi.